# هاینریش آئوشپیتس
هاینریش آئوشپیتس (انگلیسی: Heinrich Auspitz؛ ‏ ۲ سپتامبر ۱۸۳۵ – ۲۳ مهٔ ۱۸۸۶) استاد دانشگاه و متخصص پوست یهودی‌تبار اهل اتریش بود. وی همسر آهنگساز و نوازندهٔ پیانو آئوگوسته آئوشپیتس-کولار (۱۸۴۳–۱۸۷۸) بود.
وی در دانشگاه وین درس خواند و متخصص درمان بیماری‌های پوست و سیفلیس شد. او یکی از پیشگامان آسیب‌شناسی بافت و یکی از کسانی بود که نشانه آئوشپیتس را نخستین بار مشاهده و تشریح کرد. او همچنین در سال ۱۸۸۵ مقاله ای دربارهٔ میکوزیس فونگوئید نوشت. وی عضو آکادمی علوم طبیعی لئوپلدینه آلمان بود.

## برخی آثار تألیفی
- Anatomie des Blattenprocesses. Virchows Archiv für pathologische Anatomie und Physiologie und für klinische Medicin, Berlin, 1863.
- Die Lehren vom Syphilitischen Contagium und ihre thatsächliche Begründung; 384 pages. Wien, W. Braumüller, 1866.
- Die Zelleninfiltrationen der Lederhaut bei Lupus, Syphilis und Skrophylose. Medizinische Jahrbücher, Wien, 1866.
- Über das Verhältnis der Oberhaut zur Papillarschicht, insbesondere bei pathologischen Zuständen der Haut. Archiv für Dermatologie und Syphilis, Berlin, 1870; 2: 24-58.[۴]